# Norra Gyeongsang
Norra Gyeongsang är en provins i östra Sydkorea. Provinsen har 2 691 891 invånare (2020) och en area på 19 034 km². Den administrativa huvudorten är Andong.
Provinsen skapades 1895 då Gyeongsang delades i en nordlig och sydlig del.

## Administrativ indelning
Norra Gyeongsang är uppdelad i tio städer (si) och tretton landskommuner (gun). 
| Karta             | Nr             | Namn   | Hangul | Hanja   | Folkmängd 31 dec 2020 |
| ----------------- | -------------- | ------ | ------ | ------- | --------------------- |
|                   |                |        |        |         |                       |
| — Städer —        |                |        |        |         |                       |
| 1                 | Pohang         | 포항시 | 浦項市 | 508 791 |                       |
| 2                 | Gumi           | 구미시 | 龜尾市 | 420 987 |                       |
| 3                 | Gyeongsan      | 경산시 | 慶山市 | 274 117 |                       |
| 4                 | Gyeongju       | 경주시 | 慶州市 | 263 704 |                       |
| 5                 | Andong         | 안동시 | 安東市 | 160 217 |                       |
| 6                 | Gimcheon       | 김천시 | 金泉市 | 142 757 |                       |
| 7                 | Yeongju        | 영주시 | 榮州市 | 104 012 |                       |
| 8                 | Sangju         | 상주시 | 尙州市 | 98 138  |                       |
| 9                 | Yeongcheon     | 영천시 | 永川市 | 104 875 |                       |
| 10                | Mungyeong      | 문경시 | 聞慶市 | 72 067  |                       |
| — Landskommuner — |                |        |        |         |                       |
| 11                | Chilgok-gun    | 칠곡군 | 漆谷郡 | 118 430 |                       |
| 12                | Uiseong-gun    | 의성군 | 義城郡 | 52 294  |                       |
| 13                | Uljin-gun      | 울진군 | 蔚珍郡 | 50 104  |                       |
| 14                | Yecheon-gun    | 예천군 | 醴泉郡 | 56 165  |                       |
| 15                | Cheongdo-gun   | 청도군 | 淸道郡 | 43 229  |                       |
| 16                | Seongju-gun    | 성주군 | 星州郡 | 44 970  |                       |
| 17                | Yeongdeok-gun  | 영덕군 | 盈德郡 | 37 249  |                       |
| 18                | Goryeong-gun   | 고령군 | 高靈郡 | 32 891  |                       |
| 19                | Bonghwa-gun    | 봉화군 | 奉化郡 | 31 812  |                       |
| 20                | Cheongsong-gun | 청송군 | 靑松郡 | 25 223  |                       |
| 21                | Yeongyang-gun  | 영양군 | 英陽郡 | 16 884  |                       |
| 22                | Ulleung-gun    | 울릉군 | 鬱陵郡 | 9 227   |                       |